# Tentativa de assassinato de Imran Khan
A tentativa de assassinato de Imran Khan aconteceu em 3 de novembro de 2022, quando Imran Khan, ex-primeiro-ministro do Paquistão e presidente do partido político Movimento Paquistanês pela Justiça (PTI), foi baleado na canela e na coxa direita em uma tentativa de assassinato durante uma longa marcha contra o governo. Khan e seus apoiadores estavam na cidade de Wazirabad quando um atirador abriu fogo, ferindo Khan e vários outros líderes do PTI. No total, uma pessoa foi morta e nove ficaram feridas, incluindo Imran Khan e o senador Faisal Javed Khan.

## Antecedentes

### Deposição de Imran Khan
Uma crise política começou no Paquistão em 2022, quando a oposição Movimento Democrático do Paquistão apresentou uma moção de desconfiança contra Imran Khan. A crise envolveu uma crise constitucional quando o presidente Arif Alvi dissolveu o parlamento por recomendação de Khan. A Suprema Corte restabeleceu o parlamento, e Khan perdeu a moção de desconfiança, sendo sucedido pelo atual primeiro-ministro Shehbaz Sharif.
Khan atribuiu sua deposição a uma "conspiração americana", chamando o atual governo de "governo importado".

### II Marcha Azadi de 2022
A II Marcha Azadi de 2022 é uma marcha de Islamabade para Laore que começou em 28 de outubro de 2022, conduzida por Khan e seus apoiadores para protestar contra a recusa do governo de realizar eleições antecipadas.

## Tentativa de assassinato

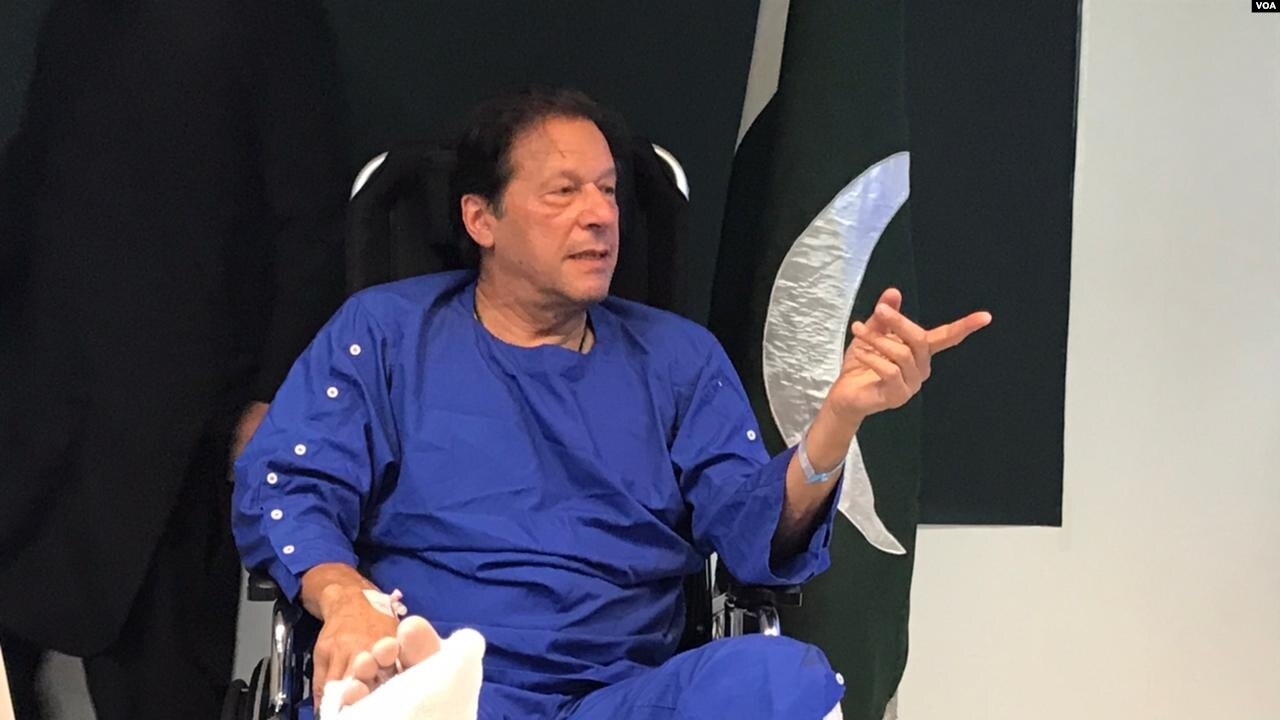
Imran Khan no hospital Shaukat Khanum.

Em 3 de novembro, enquanto fazia um discurso para seus apoiadores, tiros foram disparados por homens armados não identificados no caminhão montado em um contêiner de Khan. De acordo com um assessor de Khan, seis tiros foram disparados. Um partidário de Khan com o nome de Ibtisam tentou enfrentar o atirador. Um outro apoiante foi morto a tiros tentando também atacar o atirador. Uma rajada de tiros aconteceu primeiro, então, momentos depois, um único som de tiro de pistola foi ouvido.
Khan foi baleado na canela e na coxa da perna direita e foi transferido para o Shaukat Khanum Memorial Cancer Hospital and Research Center em Lahore, onde está atualmente em tratamento. Seu médico, Faisal Sultan, disse que raios X e exames mostraram fragmentos de bala alojados nas pernas de Khan, e que sua tíbia estava fraturada. Um líder do PTI disse que sua condição era estável.
No total, nove pessoas ficaram feridas, incluindo Imran Khan e o senador Faisal Javed Khan, e uma foi morta.

## Suspeito
A polícia paquistanesa prendeu o atirador que atirou em Imran Khan, identificado como Muhammad Naveed. Em um vídeo, Naveed disse que atirou em Imran Khan porque ele estava "espalhando ódio e enganando as pessoas". Ele acrescentou que o Azan estava tocando e estava chateado porque a marcha barulhenta ocorreu ao mesmo tempo. Um vídeo do suposto atirador foi divulgado pela polícia enquanto estava sob custódia. Ele disse que só queria matar Imran Khan e mais ninguém, e que estava agindo por conta própria. O vídeo foi descartado pelos aliados de Khan como um "encobrimento". Em 5 de novembro, a polícia de Punjab afirmou que Naveed era um viciado em drogas e a veracidade de suas declarações era questionável.
Dois outros suspeitos foram posteriormente presos e identificados como Waqas e Faisal Butt. Os dois foram acusados de fornecer uma pistola não licenciada a Naveed para o ataque, além de vender outras pistolas e balas para ele por 20 000 rupias.

## Reações

### Domésticas
O primeiro-ministro Shehbaz Sharif condenou o ataque a Imran Khan "com as palavras mais fortes", orando pela recuperação de Khan e das outras pessoas feridas e dizendo: "Ordenei ao Ministro do Interior um relatório imediato [sic] sobre o incidente." Ele também disse que o governo federal forneceria todo o apoio necessário ao governo provincial de Punjab em segurança e investigação.
Os militares paquistaneses condenaram o ataque e ofereceram "orações sinceras pela preciosa vida perdida e rápida recuperação de Khan".
Os seguintes políticos também denunciaram o ataque:
- Bilawal Bhutto Zardari, Ministro das Relações Exteriores
- Maryam Nawaz, vice-presidente da PML-N
- Nawaz Sharif, líder do PML-N e ex-primeiro-ministro
- Asif Zardari, co-presidente do PPP
- Maulana Fazl-ur-Rehman, chefe do JUI-F e presidente do Movimento Democrático do Paquistão

Asad Umar e Mian Aslam, membros do PTI, divulgaram um comunicado, dizendo que Imran Khan pediu que eles o emitissem em seu nome. Na alegada declaração, disse que Khan "acredita que existem 3 pessoas a mando de quem isso foi feito – Shehbaz Sharif, Rana Sanaullah e Faisal Naseer (ISI)". Ele disse que estava recebendo informações e estava dizendo isso com base nelas. Um dia depois que Khan foi baleado, ele declarou: "Vou fazer uma marcha em Islamabade assim que melhorar".

### Internacionais
- Arábia Saudita: O Ministério das Relações Exteriores condenou a tentativa de assassinato contra Khan.[34]
- Canadá: O primeiro-ministro Justin Trudeau chamou o ataque de "completamente inaceitável", dizendo que a violência "não tem lugar na política, em qualquer democracia ou em nossa sociedade". Ele enviou suas condolências à família do falecido trabalhador político que morreu durante o incidente.[35]
- Catar: O Ministério das Relações Exteriores condenou a tentativa de assassinato contra Khan.[36]
- Egito: O Ministério das Relações Exteriores condenou a tentativa de assassinato e desejou a Khan uma rápida recuperação de seus ferimentos.[37]
- Emirados Árabes Unidos: O Ministério das Relações Exteriores condenou a tentativa de assassinato contra Khan.[38] Em um comunicado, disse que "os Emirados Árabes Unidos expressam sua forte condenação a esses atos criminosos que visam desestabilizar a segurança e a estabilidade e são inconsistentes com os valores e princípios humanitários".[39]
- Estados Unidos: A Casa Branca condenou veementemente o ataque a Imran Khan.[6]
- Índia: Um porta-voz do Ministério das Relações Exteriores disse que seu país está "de olho" nos desenvolvimentos no Paquistão.[40]
- Irã: O porta-voz do Ministério das Relações Exteriores, Nasser Kanaani, condenou a tentativa de assassinato contra Khan e desejou uma rápida recuperação.[41]
- Noruega: O Ministério das Relações Exteriores condenou veementemente o ataque a Imran Khan.[42]
- Reino Unido: O Ministro de Estado e ex-cunhado de Khan, Zac Goldsmith, chamou o ataque de "aterrorizante" e disse: "Imran Khan é forte e logo estará de pé novamente."[43]
- Turquia: O Ministério das Relações Exteriores ofereceu suas condolências a Khan e à família do paquistanês morto no ataque, enfatizando a importância da "paz e estabilidade [no] Paquistão".[44]